# Rallicula
Rallicula är ett släkte i familjen dunrallar inom ordningen tran- och rallfåglar, vars arter endast förekommer på Nya Guinea. Släktet består ac fyra arter:
- Kastanjedunrall (R. rubra)
- Arfakdunrall (R. leucospila)
- Svartvingad dunrall (R. forbesi)
- Cyklopdunrall (R. mayri)

Släktet inkluderas tidigare ofta i Rallina i familjen rallar. Genetiska studier visar dock att de står närmast de afrikanska dunrallarna och skogsrallarna i Mentocrex som numera lyfts ut till en egen familj. Rallicula-arterna har därför flyttats dit och blivit tilldelade nya svenska trivialnamn.